# 八木橋 (郡山市)
八木橋（やぎはし）は、福島県郡山市に所在する字である。郵便番号は963-8837。

## 地理
郡山市役所本庁所管地域である旧郡山地区に属し、住所としては「郡山市字八木橋」と表記される。西から北にかけ小原田、東で八作内、南で安積町日出山とそれぞれ隣接する。JR東日本郡山駅東側市街地南東に位置し、東北新幹線から東部幹線沿線にかけての一角を範囲とする。域内は住宅地が広がり、幹線道路沿いに店舗などが立地する。堤下町に所在する郡山警察署古舘交番、および堂前町に所在する郡山消防署本署がそれぞれ管轄にあたる。

## 世帯数と人口
2024年1月1日現在の世帯数と人口は以下の通りである。
| 町丁   | 世帯数 | 人口  |
| ------ | ------ | ----- |
| 八木橋 | 55世帯 | 101人 |

## 小・中学校の学区
市立小・中学校に通う場合、学区は以下の通りとなる。
| 番地 | 小学校               | 中学校               |
| ---- | -------------------- | -------------------- |
| 全域 | 郡山市立小原田小学校 | 郡山市立小原田中学校 |

## 交通

### 鉄道
JR東日本
- 東北新幹線

### 道路
- 一級市道52号日出山久保田線（東部幹線）

## 施設等
- セブンイレブン 郡山八木橋店
- ミスタータイヤマン 日出山店